# 南北共同宣言実践連帯
南北共同宣言実践連帯（なんぽくきょうどうせんげんじっせんれんたい、2000年10月 - 2010年7月）は、かつて大韓民国（韓国）に存在した非営利組織である。略称は「実践連帯」。

## 概要
2000年6月15日の南北共同宣言を受けて2000年10月に民族解放（NL）運動の主導で結成された。進歩主義的市民運動団体や労働運動団体が行う各種のデモに参加してきた。
団体が運営するインターネットテレビ「6.15TV」で朝鮮民主主義人民共和国（北朝鮮）メディアが報じた内容をそのまま掲載し、朝鮮労働党統一戦線部からの「金泳三（元・韓国大統領）や黄長燁（元・朝鮮労働党書記）などの逆賊を清算するために戦え」という指令の下に活動していた。また、韓国政府からの補助金交付団体でもあった が、団体には大法院が利敵団体に指定した韓国大学総学生会連合（韓総連）も所属していた。
2010年7月、大法院によって国家保安法上の「利敵団体」にあたるとの判決が出され、実践連帯は解散した。ただし、実践連帯の付設機関であった韓国民権研究所は団体解散後も存続した 他、実践連帯の解散直前（2010年6月）に結成された民主民生平和統一主権連帯（民権連帯） が実践連帯の組織を継承したと韓国の保守系全国紙である朝鮮日報は指摘している。

## 沿革
- 2000年
  - 10月：民族解放（NL）運動の主導で結成。
- 2002年
  - ジョージ・W・ブッシュ大統領訪韓時に北朝鮮の闘争スローガンの表現を一部変更した声明を配布[9]
- 2003年
  - 4月19日：1960年に李承晩政権を倒した4月革命を記念するこの日に「反米反戦平和守護4・19市街大行進」というデモを行った[10]
- 2004年
  - 7月9日：アメリカのライス補佐官訪韓時に戦争協力を強要すべきでないと要求し訪韓糾弾大会を行った[11]
  - 12月22日-23日：南北共同宣言実践連帯のカン・ジング執行委員長は中国で北朝鮮統一戦線部から次のような指令を受けた

1. 逆賊である金泳三、黄長燁を“清算”するため闘争行動に立ち上がらねば
2. 韓国大学総学生会連合が立ち上がり、在ソウル・アメリカ大使館のホームページを反米糾弾の場にし、脱北者の活動の芽を摘まなければならない
3. 在韓米軍撤退共同委員会を組織し、金日成主席を模範とし、大衆の中に入り反米闘争行動を展開せよ
4. 米軍撤退闘争を全面化・全国化するため、米軍撤退共同委員会を早急に結成すべき[12]

- 2006年
  - 7月5日：北朝鮮によるミサイル発射を受けて、「ミサイル発射はアメリカと日本の自業自得。北朝鮮の発射体がミサイルであろうと人工衛星であろうと、これは北朝鮮の正当な自主的権利であり、米日両国の北朝鮮敵対政策・戦争策動に対する自衛的措置であるため、国際社会がどうこう言うべき問題ではない。今回発射したミサイルのうち、韓国に向けられたものが一発でもあっただろうか。北朝鮮のミサイルは一寸の誤差もなく米国と日本に向けられた。わが民族が力を合わせれば、われわれを揺るがす者は地球上に誰もいない。」などと声明を出した[13]
- 2007年
  - 1月1日：北朝鮮が共同社説を発表した直後に、「ハンナラ党に対する闘争に拍車を掛け、大統領選挙の勝利に全勢力を傾けるとともに、米国の新たな戦争策動を断固として阻もう」との声明を出した[14]
  - 9月：全国農民会総連盟（全農）・全国貧民連合（全貧連）・全国女性連帯、韓国青年団体協議会（韓青）、韓国大学総学生会連合等の分野別社会運動団体や、汎民連南側本部、民主労働党などと協力して進歩的運動団体の連合組織である進歩連帯を結成[15][16]
- 2008年
  - 3月24日：ニューライトによる代案教科書に記載されている「35年間の日帝強制占領は暴力的収奪ではなく近代的財産制度と市場経済の原理に準じていたものであり、日本の土地収奪は土地財産に対する証明制度を完備させることで土地取り引きと担保金融を発展させていた」などの記述に対して歴史歪曲であると強く非難する声明を出した[17]
  - 3月27日：金泰栄韓国軍合同参謀議長の「北朝鮮が核を使用する前に打撃すべき」との国会での発言を受けて韓国軍合同参謀本部の正門前で「李明博政権は戦争を引き起こすための政権か」とのデモを行った[18]
  - 8月5日：ブッシュ大統領の来韓に対して多くの反米左派団体とともに抗議デモ（キャンドル集会）を行った[19] が、警察は機動隊を動員して会場周辺を封鎖し、強行弾圧を行った[20]。
  - 9月27日：ソウル地方警察庁は、国家保安法違反及び利敵団体構成容疑で南北共同宣言実践連帯の幹部6人を逮捕した[2]。国家情報院、検察、警察による南北共同宣言実践連帯の事務室に対する家宅捜索で黄長燁元書記に対する脅迫に関連した文書を押収と発表[1][21]。これに対して、市民団体は「キャンドルデモに対する報復だ」として、韓国進歩連帯を中心に公安弾圧対策委員会を立ち上げた。また、左派政党の民主労働党も「李明博政権のキャンドル弾圧、公安弾圧阻止のための対策委員会」を立ち上げ、野党民主党や創造韓国党と共に、公安弾圧に対して共同で対応することに合意した[22]。
  - 10月24日：ソウル地方検察庁は実践連帯委員長など幹部4名を利敵行為などの疑いで起訴した[23]。
- 2009年
  - 11月17日：統一部は実践連帯が法院にて利敵団体との判決を受け公益活動がない点を問題視し、非営利活動団体の登録抹消処分事前通知書を送付した[24]。
- 2010年
  - 7月23日：最高裁は国家保安の第7条（称揚、鼓吹）を適用し、実践連帯が利敵団体に該当する旨の判決を下した。同時に利敵団体加入や利敵表現物所持、不法集会参加などの容疑で起訴された幹部に懲役2年を宣告した原審を確定した。なお利敵団体の是非について最高裁判事のうち4名は「事件記録に表れた事実関係だけで実践連帯を利敵行為とは認定できない」として反対する意見を出している[5]。

## 関与が疑われている事件
- 金泳三元大統領を罵る脅迫文や、ナイフが刺さった金元大統領の人形が自由北朝鮮放送（金泳三元大統領が名誉委員長を務める脱北者中心の放送局）の事務所から発見された事件や、黄長燁になたの入った小包が郵送された事件にも、実践連帯が介入していた可能性が高いとされている[2]。

## 主な活動
- 南北共同宣言実践連帯のカン元委員長は、2004年12月に受けた北朝鮮の指令内容を「北京会談対話録」という文書にまとめ、光州・大田・京畿支部や傘下団体の幹部に「われわれと関連団体、関係者以外には送付しないこと」との注意をつけて電子メールで送付していた[12]。また、全国連合や韓国大学総学生会連合会ら8団体に「米軍撤退南北共同対策委員会」結成を正式に呼びかけ、北朝鮮からの指令を実践するため積極的な活動を行っていた[25]。
- 南北共同宣言の実践に向けた民間交流事業や在韓米軍の撤退と「北朝鮮を正しく知るための運動」などを展開し、米国産牛肉の輸入再開に反対する集会に積極的に参加してきた。[1]
- 傘下の6.15TVは北朝鮮メディアが報じた内容をそのまま掲載したり、米国産牛肉問題をめぐるろうそくデモの生中継などを行っている[1]。
- ホームページに掲載している北朝鮮体制を美化したり主体思想を称賛したりする北朝鮮寄りの内容400件を削除するよう警察から求められているが拒否している[1]。
- 「6・15」という名前の入った託児所を作り、そこに通う子どもたちに主体思想を教え込み、幼い子どもたちにテロさながらの行為を真似するよう教え諭している。[2]。
- 南北共同宣言実践連帯は中核メンバーだけがログインできる秘密のサイトを通じて指示を出していた。コンピューターファイルや使用履歴を削除し、復旧不可能にするプログラムもあり、メンバーがダウンロードし、使えるようにしてあった。メンバーの大半は対外的に仮名を使い、偽造した身分証などを保持していた[9]。

## 主な思想
- 主体思想を尊び、大韓民国は米国の植民地に成り下がっているとしている[2]。
- 国家保安法の撤廃、在韓米軍撤収、韓米同盟の破棄、新自由主義反対、強大国による帝国主義的支配政策からの自主権奪取などを主張している[15]。
- 韓国政府主導の過去史真相究明活動に対抗してきた親北反国家行為真相究明委員会は、南北共同宣言実践連帯の綱領・規約・発表文などから、韓国側の統一案である連合制を否定し、北朝鮮が主張する連邦制を支持していると指摘している[26] 。
- 公式ブログでは、2009年の北朝鮮による"人工衛星"の打ち上げの日本の対応について、日本の過度な反応には右翼による軍国主義や軍事大国化といった目的が見え隠れしているとし、軍事力強化が行われた場合は、北東アジアの平和を脅かすのは北朝鮮ではなく、日本であると強く非難している。[27] 。